# Movimiento de Liberación Femenina
El Movimiento de Liberación Femenina (MFL) fue una organización feminista de Argentina que actuó entre 1972 y 1976, una de las primeras organizaciones feministas de la región que impulsó los llamados «grupos de concienciación» entre mujeres. Fue fundada y liderada por María Elena Oddone. También integraron la organización Ester Block, Mary Dávila, Victoria Mungo, Paula Cobos, Lía Albertelli, Delia Finzi, Águeda Salaberri y Leticia Lambruschini, entre otras.Editó la revista Persona.  

## Historia
El grupo difundió las miradas de la segunda ola del feminismo y cuestionaba el rol subordinado de las mujeres en los distintos campos de la vida social (familia, política, trabajo, arte, educación), exponiendo los prejuicios y estereotipos que lo sostiene.
El MFL se relacionó con el Frente de Liberación Homosexual y el Grupo Política Sexual. Oddone participó de múltiples protestas feministas, comenzando por la activación crítica de las oprimidas y levantando banderas contra el patriarcado, el derecho a la patria potestad, el aborto, el divorcio como así también, denunciando la impunidad de la violencia contra las mujeres y múltiples formas de discriminación.El 8 de marzo de 1984, Oddone subió las escalinatas del Congreso con una pancarta que decía «No a la maternidad, sí al placer», hecho que fue un escándalo para la época.